# The Ballad of Darren
The Ballad of Darren è il nono album in studio del gruppo rock inglese Blur, pubblicato il 21 luglio 2023.
Il titolo dell'album fa riferimento a Darren "Smoggie" Evans, collaboratore della band fin dagli esordi e guardia del corpo personale di Damon Albarn.
La copertina dell'album è una foto scattata nel 2004 a Gourock (Scozia) dal fotoreporter inglese Martin Parr.

## Registrazioni e pubblicazione
Albarn ha composto le demo dell'album durante il tour dei Gorillaz nell'autunno del 2022. A gennaio 2023, i Blur hanno incominciato a registrare il materiale ai 13 Studios di Londra e nel Devon. James Ford, precedentemente produttore di band come Gorillaz, Depeche Mode e Arctic Monkeys, ha prodotto l'album.
Le registrazioni sono terminate agli inizi di maggio 2023 ed il 19 maggio dello stesso anno la band ha annunciato a sorpresa l'uscita dell'album, anticipato dal singolo The Narcissist, accompagnato da un lyric video.
Il 29 giugno 2023, la band ha pubblicato il secondo singolo St. Charles Square accompagnato da un videoclip girato durante I warm-up show di maggio 2023 in Inghilterra.
Il 21 luglio 2023, in concomitanza con l'uscita dell'album, viene pubblicato il terzo singolo Barbaric.

## Accoglienza
Il 28 luglio 2023, ad una settimana dalla sua uscita, il disco esordisce al primo posto nel Regno Unito e al settimo posto della classica italiana ufficiale FIMI.
La rivista italiana Rumore lo ha considerato il "disco dell'anno".

## Tracce
1. The Ballad – 3:37
2. St. Charles Square – 3:55
3. Barbaric – 4:09
4. Russian Strings – 3:38
5. The Everglades (For Leonard) – 2:56
6. The Narcissist – 4:05
7. Goodbye Albert – 4:17
8. Far Away Island – 2:58
9. Avalon – 3:05
10. The Heights – 3:24

Tracce bonus (edizione deluxe)
1. The Rabbi – 2:43
2. The Swan – 3:44
3. Sticks and Stones (presente solo nell'edizione giapponese) – 3:21

## Classifiche
| Classifica (2023)          | Posizione massima |
| -------------------------- | ----------------- |
| Australia (ARIA)           | 10                |
| Germania                   | 3                 |
| Irlanda (IRMA)             | 1                 |
| Italia (FIMI)              | 7                 |
| Giappone (Oricon)          | 20                |
| Nuova Zelanda (RMNZ)       | 7                 |
| Paesi Bassi                | 5                 |
| Regno Unito (OCC)          | 1                 |
| Scozia (OCC)               | 1                 |
| Svezia (Sverigetopplistan) | 12                |

## Formazione
- Damon Albarn - voce, tastiere, sintetizzatori, chitarra acustica
- Graham Coxon - chitarra elettrica, tastiere, cori, voce
- Alex James - basso, cori
- Dave Rowntree - batteria, drum machine, percussioni, cori